# سیگور برکه
سیگور برکه (نروژی: Sigurd Brekke; ۱۵ اکتبر ۱۸۹۰ – ۲۵ آوریل ۱۹۵۸) بازیکن فوتبال اهل نروژ بود.
وی همچنین در تیم ملی فوتبال نروژ بازی کرده‌است.